# LYPD3
La proteína 3 que contiene el dominio Ly6 / PLAUR es una proteína que en humanos está codificada por el gen LYPD3.